# Cannikin

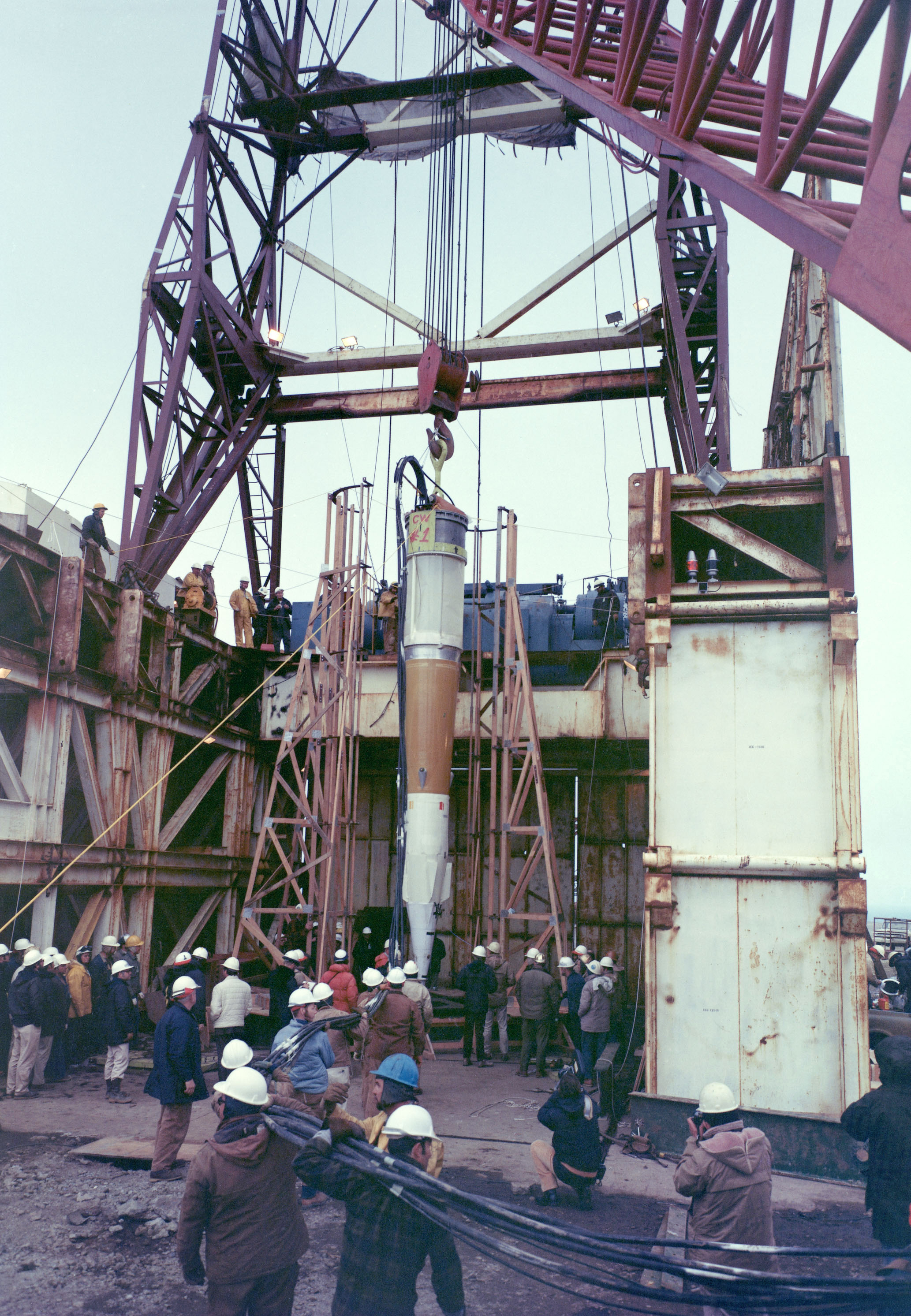
El contenidor per a la prova Cannikin baixant per fer la prova.

Cannikin va ser una prova d'armes nuclears subterrànies realitzada el 6 de novembre de 1971 a l'illa d'Amchitka (Alaska) per la Comissió de l'Energia Atòmica dels Estats Units. L'experiment, que va formar part de la sèrie de proves nuclears de l'Operació Grommet, va provar el disseny únic d'ogives W71 per al míssil antibalístic LIM-49 Spartan. Amb un rendiment explosiu de gairebé 5 megatons de TNT, la prova va ser la major explosió subterrània mai detonada pels Estats Units.
Abans de la prova principal de cinc megatons el 1971, hi va haver una prova d'1 megatona a l'illa el 2 d'octubre de 1969, amb finalitats de calibratge, i per garantir que es pogués contenir la prova posterior de Cannikin. La prova Milrow es va incloure a la sèrie de proves nuclears de l'Operació Mnadrel.
La prova Cannikin es va enfrontar a una considerable oposició per motius ambientals. L'organització ecologista Greenpeace va sorgir entre els qui s'oposaven a aquesta prova.

## Situació
La prova de Cannikin era massa gran per realitzar-se amb seguretat a Nevada. Amchitka s'havia considerat a la dècada de 1950 com un lloc potencial d'assaig nuclear, però en aquell moment s'havia considerat inadequat. El 1965 es va dur a terme a l'illa una prova nuclear única, Long Shot, amb l'objectiu de desenvolupar deteccions de proves sísmiques, sota el programa Vela Uniform.

## Preparació
La preparació per a la prova es va dur a terme al llarg de cinc anys i va implicar centenars de membres del personal del Laboratori de Radiació Lawrence, més tard anomenat Lawrence Livermore. La perforació de l'eix per a la prova de Milrow va començar el març de 1967, i la perforació per a la prova de Cannikin va començar l'agost de 1967.
Per realitzar la prova, es van col·locar 400 tones d'equips en un eix de 1.870 metres de profunditat i 2,3 metres d'ample. Els equips de suport a les proves es van dissenyar per suportar esquerdes a terra de 4,6 metres en el moment de la prova.
El president de la Comissió d'Energia Atòmica, James R. Schlesinger, va portar la seva dona i les seves filles a Amchitka per a la prova per emfatitzar-ne la seguretat.

## Oposició
Tant la prova de calibratge de 1969 com la mateixa Cannikin van atreure protestes. A causa del terratrèmol d'Alaska de 1964, els plans van plantejar la preocupació que les proves poguessin desencadenar terratrèmols i causar un tsunami. Una manifestació de 7.000 persones del 1969 va bloquejar un important pas fronterer entre els Estats Units i el Canadà a la Colúmbia Britànica amb cartells que deien "Don't Make A Wave" (No facis una onada). És culpa teva si es produeix la nostra falla". Es van produir altres manifestacions als passos fronterers Canadà-EUA a Ontario i Quebec. El comitè canadenc Don't Make a Wave, fundat aquell any a Vancouver, va intentar aturar noves proves nuclears a la cadena de les Illes Aleutianes. Amb la intenció de navegar cap a Amchitka per protestar contra la prova de 1971, el comitè va llogar un vaixell que va canviar el nom a Greenpeace. La nau va ser expulsada per la guàrdia costanera dels Estats Units. Tanmateix, amb aquest nom, l'organització creada per a la protesta va continuar existint com a organització ecologista de campanya Greenpeace.
El juliol de 1971, el Comitè antinuclear de responsabilitat nuclear va presentar una demanda contra la Comissió d'Energia Atòmica, demanant al tribunal que aturés la prova. La demanda no va tenir èxit, i el Tribunal Suprem dels Estats Units va denegar la prohibició per 4 vots contra 3.